# Yumbo Centrum
A Yumbo Centrum egy bevásárlóközpont-komplexum, Gran Canarián, Playa Del Inglés üdülőtelepülésen. A komplexum 1982 és 1985 között épült Estanislao Mañaricúa Belacortu és Alejandro del Castillo turizmusban érdekel vállalkozók finanszírozásában.

## Leírása
A komplexum nyitott folyosós és szabadtéri helyszínekkel rendelkezik: 200 bolttal és több étteremmel rendelkezik a hely. Ruhákat, cipőket, parfümöket és ékszereket árusítanak.
A Yumbo manapság a nyüzsgő éjszakai életével és az LMBTQ közösséget célzó kínálatával ismert. Számos meleg bár, diszkó, nightclub és drag kabarék vannak.
Minden év májusában és novemberében a Yumbo Centrum a központja a nyári és téli Gran Canariai Pride felvonulásoknak, ami több ezer látogatót vonz évente. 